# Protosiris mcginleyi
Protosiris mcginleyi är en biart som först beskrevs av Shanks 1986.  Protosiris mcginleyi ingår i släktet Protosiris och familjen långtungebin. Inga underarter finns listade i Catalogue of Life.